# جورج نلسون (طراح)
جورج نلسون (به انگلیسی: George Nelson)؛ (زادۀ ۲۹ مهٔ ۱۹۰۸ میلادی – درگذشتۀ ۵ مارس ۱۹۸۶ میلادی) یک طراح صنعتی اهل آمریکا بود. در حالی که طراح اصلی شرکت مبلمان هرمان میلر بود، نلسون و استودیوی طراحی او (همکاران جورج نلسون)، مبلمان مدرنیستی قرن بیستم را طراحی کردند. او را بنیانگذار طراحی مدرنیستی آمریکایی می‌دانند.